# Louis II Jagellon
Pour les articles homonymes, voir Louis II.
Louis II Jagellon, né le 1er juillet 1506 à Buda et mort le 29 août 1526 à Mohács, est roi de Hongrie, de Croatie et de Bohême (Louis Ier) de 1516 à 1526.

## Biographie

### Famille
Louis est le seul fils de Vladislas II de la maison Jagellon et d'Anne de Foix. Son oncle est Sigismond Ier le Vieux, roi de Pologne.

### Naissance et éducation
Louis est un enfant très attendu par Vladislas qui, n’ayant pas d'enfant de ses deux premiers mariages s'est remarié tardivement à Anne de Foix, une parente du roi Louis XII de France, en 1502. Dès l'année suivante, Anne de Foix lui donne un enfant, une fille, Anne Jagellon (qui sera impératrice). Enfin, en 1506, le roi qui vient d'atteindre ses cinquante ans (la vieillesse à l'époque) a enfin un fils.  Avant même la naissance de l'enfant, des promesses de mariages sont engagées avec l'empereur Maximilien Ier du Saint-Empire de la maison de Habsbourg. La naissance est difficile pour Anne de Foix, qui meurt des suites d’une fièvre puerpérale trois semaines après la naissance de ce petit prématuré chétif et malade que la médecine a grand-mal à maintenir en vie.
Le 4 juin 1507, Louis est couronné symboliquement roi de Hongrie puis le 11 mars 1509, roi de Bohême à Prague, et à la mort de son père en 1516, il lui succède sur les deux trônes. Adopté à l'âge de dix ans par Maximilien Ier du Saint-Empire, il est éduqué par son tuteur Georges de Brandebourg-Ansbach, fils du margrave de Brandebourg-Ansbach.
Son éducation est prise très au sérieux. Il parle couramment six langues : le hongrois, le latin, le tchèque, le polonais, l'allemand, le français et comprend l'italien. Il apprend le tir de son cousin, Georges de Brandebourg. Amateur de fêtes et de chasse, Louis est un bon danseur et un tireur émérite.
Avant même sa naissance, il est promis en mariage à Marie d'Autriche, petite-fille de l'empereur Maximilien Ier, qu’il épouse en 1522 non sans difficulté, alors que sa sœur Anne Jagellon épouse le frère de Marie, Ferdinand d'Autriche, alors gouverneur des possessions de la maison de Habsbourg en Allemagne (Autriche, Tyrol, Brisgau) au nom de son frère Charles Quint (et plus tard empereur sous le nom de Ferdinand Ier).

### Règne
Louis, trop jeune pour gouverner, est à la merci des magnats corrompus qui spolient son autorité et les trésors de la couronne et s'opposent lors des Diètes qui se tiennent à Buda en 1522/1523 ou Rakos et Hatvan en 1525, notamment pour la nomination d'un palatin. 
L'armistice hungaro-turc signé le 1er avril 1519 pour trois ans est invalidé par la mort du sultan Sélim Ier. Son fils et successeur Soliman le Magnifique envoie alors un ambassadeur afin de proposer de renouveler la trêve conclue avec son père. Mais l’ambassadeur, le chaouch Behram, ayant été très mal reçu, le sultan part en guerre contre la Hongrie dès 1520 et s'empare en juillet/août du banat de Macsó et de Nándorfehérvár. En 1522 il prend le contrôle de Orsova. Les Ottomans attaquent ensuite de nombreuses forteresses hongroises, et en 1526, ils occupent Petrovaradin le 27 juillet, puis Újlak le 8 août. Faute de moyens financiers suffisants, Louis ne peut contenir l’avancée des Turcs. De plus, il n’arrive pas à convaincre ses alliés de l’aider dans la lutte contre l’ennemi. Il lève avec difficultés quelques troupes mais son armée est en sous-effectif car les contingents de János (V) Szapolyai, le prince de Transylvanie, comme ceux du Croate Christophe Frangipan et les forces du royaume de Bohême ne sont pas présentes lors de l'affrontement décisif. 25 000 Hongrois sont vaincus lors de la bataille de Mohács par 50 000 Ottomans. Louis II meurt écrasé sous son cheval lors de la retraite le 29 août 1526. La reine Marie, son épouse, assure la régence du royaume jusqu'en 1527.
Ferdinand Ier et Anne héritent des couronnes tchèque et hongroise, mais la Hongrie, largement conquise par les Turcs, est revendiquée par Jean Szapolyai.

## Héraldique
| Figure | Blasonnement |
|        | Ecartelé : 1, fascé (8) de gueules et d'argent (de Hongrie ancien : Arpad) ; 2, de gueules, à la croix patriarchale pattée d'argent, issante d'une couronne d'argent, plantée au sommet d'un mont de trois coupeaux de sinople (de Hongrie moderne) ; 3, d'azur, à trois têtes de léopards couronnés d'or, lampassés de gueules (de Dalmatie) ; 4, de gueules, au lion d'argent à la queue fourchée passée en sautoir, couronné, armé et lampassé d'or (de Bohême); sur-le-tout de gueules, à l'aigle d'argent, becquée, languée, membrée, liée et couronnée d'or (de Pologne). |

## Sources
- (en) Louis II King of Hungary and Bohemia sur Encyclopædia Britannica
- Pál Engel, Gyula Kristó et András Kubinyi, Histoire de la Hongrie médiévale, vol. 2 Des Angevins aux Hasbourgs, Rennes, Presses universitaires de Rennes, 2008, 476 p. (ISBN 978-2-7535-0094-5), p. 285,306,312,313,339,344,360,369-71,376-77,384,386,388-89,391,393,397-400,407